# Коммунаров (муниципальное образование город Новомосковск)
Коммунаров — посёлок в Тульской области России.
В рамках административно-территориального устройства является центром Коммунарского сельского округа Новомосковского района, в рамках организации местного самоуправления включается в муниципальное образование город Новомосковск со статусом городского округа.

## География
Расположен в 24 к северу от райцентра, города Новомосковска.

## Население
| 2002 | 2010 |
| ---- | ---- |
| 541  | ↘494 |